# The Louvin Brothers
Pour les articles homonymes, voir Louvin.

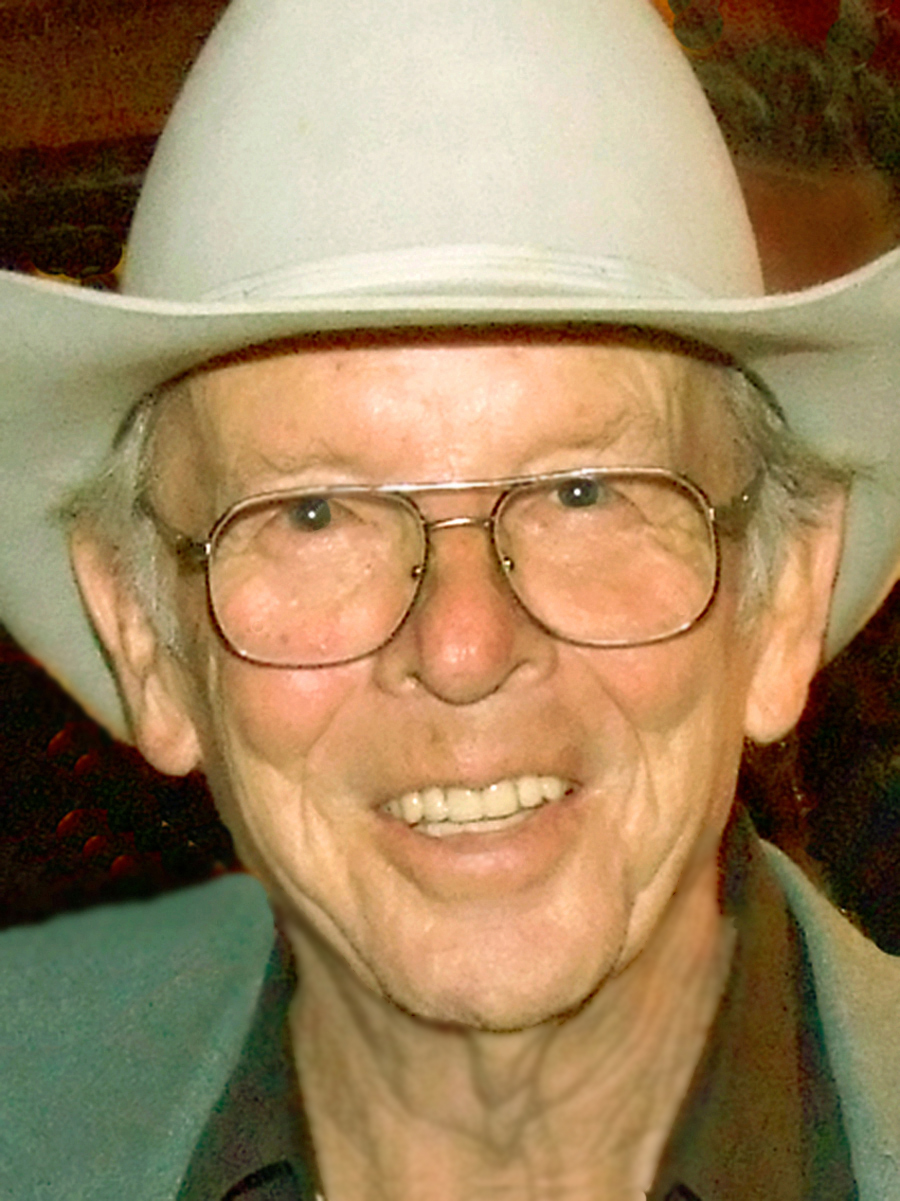
Charlie Louvin, photographié en 2008 par Anthony Pepitone.

The Louvin Brothers forment un groupe de musique country américain originaire de l'Alabama et actif entre 1940 et 1963. Composé des frères Ira Lonnie Loudermilk (1924–1965) et Charlie Elzer Loudermilk (1927–2011), mieux connus comme Ira et Charlie Louvin, ils ont notamment popularisé la close harmony.

## Discographie
- 1956: The Louvin Brothers (MGM)
- 1956: Tragic Songs of Life (Capitol)
- 1957 : Nearer My God to Thee (Capitol)
- 1958 : Ira and Charlie (Capitol)
- 1958 : The Family Who Prays (Capitol)
- 1958 : Country Love Ballads (Capitol)
- 1959 : Satan Is Real (Capitol)
- 1960 : My Baby's Gone (Capitol)
- 1960 : A Tribute to the Delmore Brothers (Capitol)
- 1961 : Encore (Capitol)
- 1961 : Christmas with the Louvin Brothers (Capitol)
- 1962 : The Weapon of Prayer (Capitol)
- 1963 : Keep Your Eyes on Jesus (Capitol)
- 1964 : The Louvin Brothers Sing and Play Their Current Hits (Capitol)
- 1965 : Thank God for My Christian Home (Capitol)
- 1966 : Ira and Charles (Hilltop)
- 1967 : Two Different Worlds (Capitol)
- 1967 : The Great Roy Acuff Songs (Capitol)
- 1968 : Country Heart and Soul (Capitol)
- 1973 : The Great Gospel Singing of The Louvin Brothers (Capitol)
- 1975 : Live at New River Ranch (Collectors Classic)
- 1976 : I Don't Believe You Met My Baby (Hilltop)
- 1978 : Songs That Tell a Story (Rounder)
- 1990 : Early MGM Recordings (Rounder)
- 1992 : Close Harmony (Bear Family)
- 1995 : Greatest Hits (Capitol)
- 1995 : When I Stop Dreaming: The Best of the Louvin Brothers (Razor & Tie)
- 2006 : The Essential Louvin Brothers 1955–1964: My Baby's Gone (Raven)